# Miradżnama

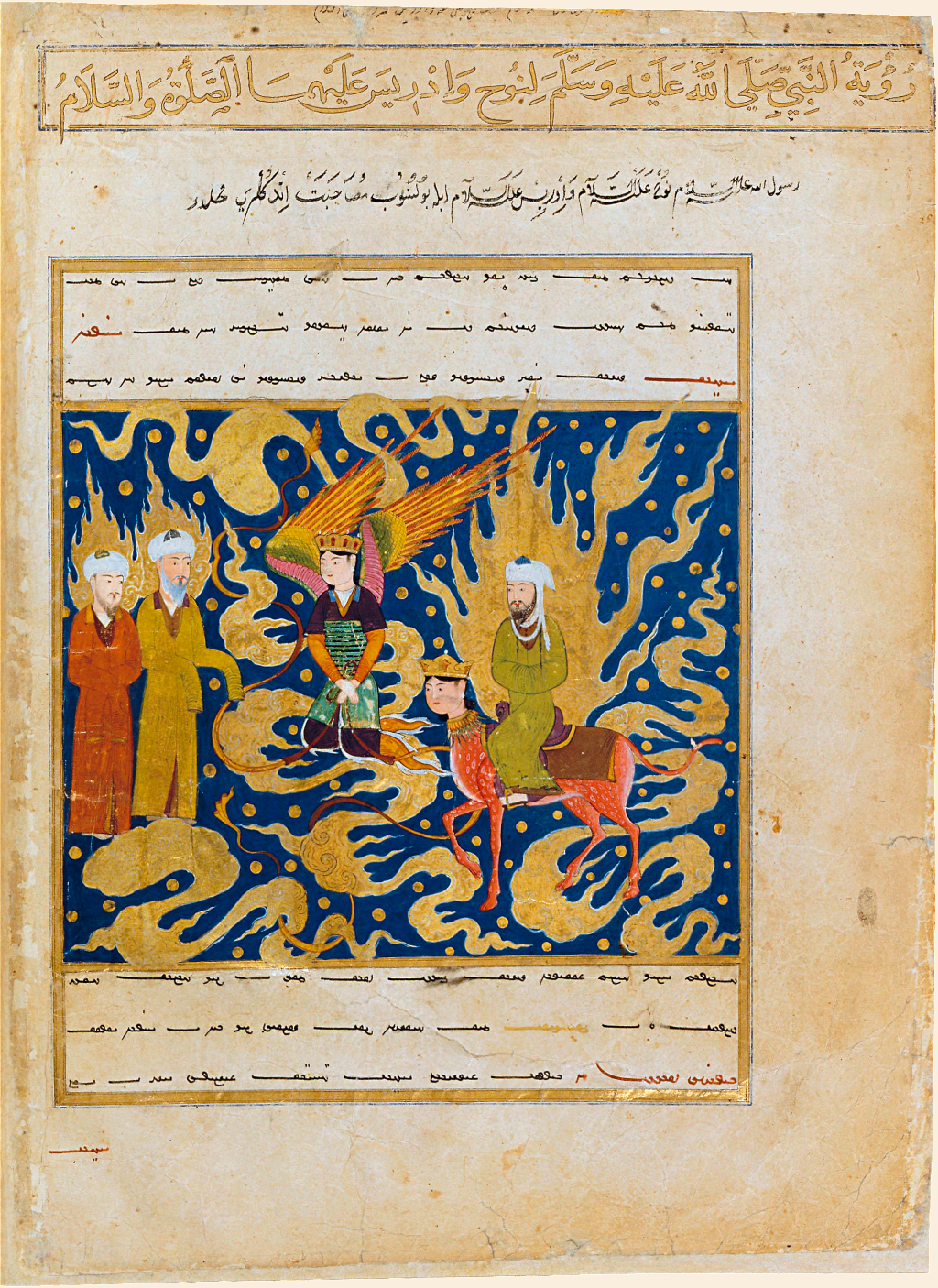
Miradż Mahometa na jego koniu Buraku z Aniołem Gabrielem i dwoma prorokami, Noem i Idrisem

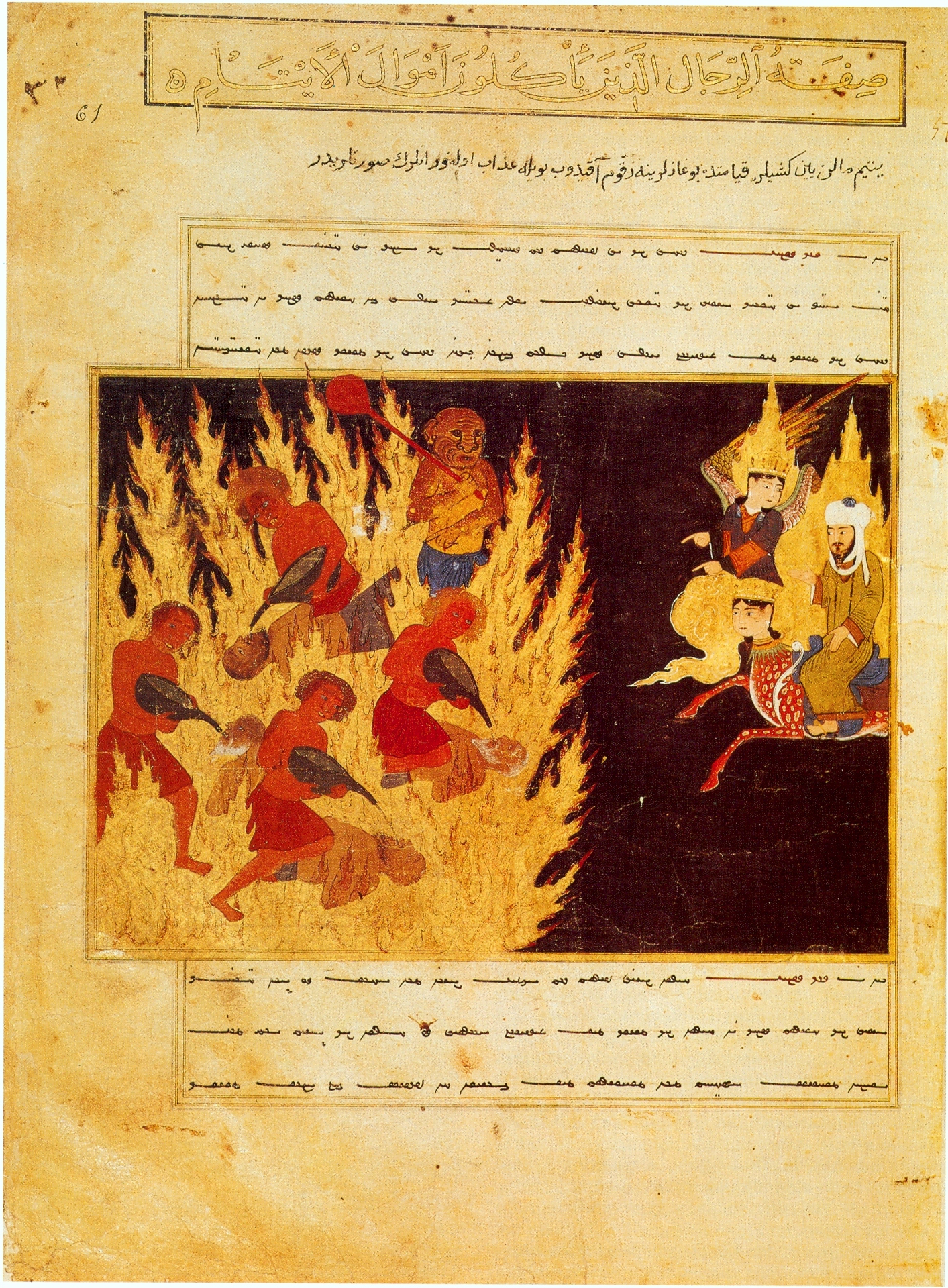
Mahomet wraz z Gabrielem odwiedza piekło

Miradżnama. Apokalipsa Mahometa. Powstała w 1436 r. w Heracie książka zawierająca 61 miniatur ilustrujących podróż Mahometa z archaniołem Gabrielem do nieba oraz jego powrót na ziemię poprzez piekło. Jest jednym z najpiękniejszych dzieł powstałych w Persji za panowania Szahrucha, syna Timura, będącego wielkim mecenasem sztuki. W Europie spopularyzowana przez Alfonsa X, który nakazał przetłumaczenie na języki francuski, hiszpański i na łacinę. Jeden z owych pierwszych egzemplarzy znajduje się we Francuskiej Bibliotece Narodowej.